# 야마가 히로유키

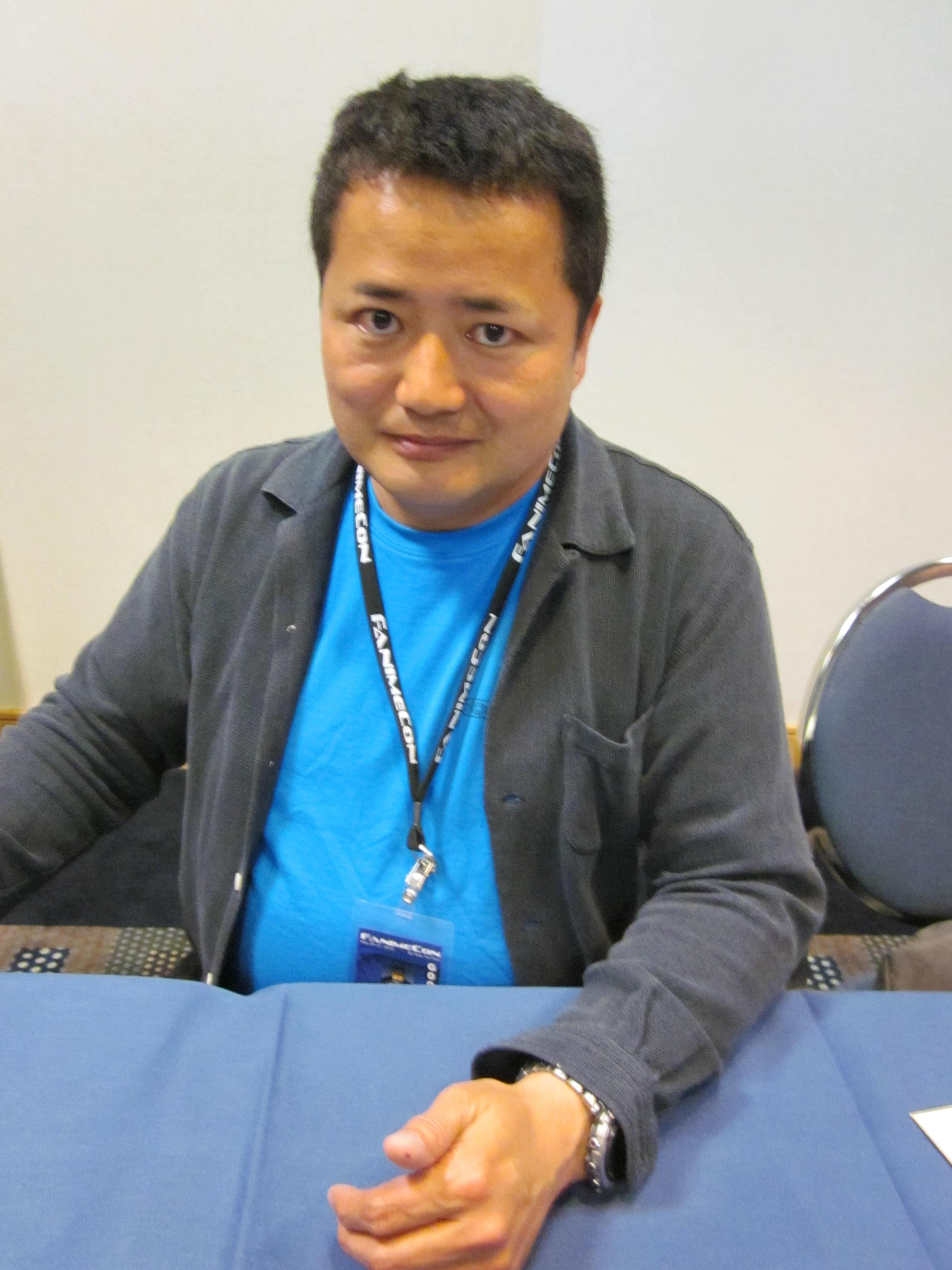

야마가 히로유키(일본어: 山賀 博之, 1962년 3월 23일 - )는 일본의 영확감독, 각본가다. 주식회사 가이낙스 제3대 대표이사사장.
니가타현 니가타시 출신. 니가타시립 미야우라중학교, 니가타현립 니가타미나미고등학교 졸업, 1980년 오사카예술대학 예술학부 영상기획학과에 입학했다. 기숙사 룸메이트로 안노 히데아키를 만났고, 이 때 처음으로 애니메이션에 흥미를 가졌다.
1981년, 제20회 일본SF대회 "다이콘 3" 오프닝무비 제작을 기하여 모인 다이콘 필름의 멤버가 되어 애니메이션 및 영화 자주제작에 종사하게 된다. 초시공요새 마크로스 등의 제작에 참여했으며, 대학은 중퇴.
1984년 가이낙스를 설립했다. 이 과정에 대하여 관련자 증언에 차이가 있는데, 오카다 토시오의 증언에 따르면 오사카에서의 활동에 한계를 느끼고 있던 야마가가 이 즈음 불륜 문제로 오사카에서 설 자리가 없어진 오카다에게 도쿄 진출을 제안했고, 오카다가 이를 승낙했다고 한다. 반면에 안노 히데아키와 아카이 타카미의 회고에서는 물의를 일으킨 오카다가 오사카를 벗어나야겠다고 말하자 야마가가 그렇다면 함께 도쿄로 가자고 얘기가 되었다고 한다. 야마가와 오카다는 반다이에 프레젠테이션을 성공해서 자금을 지원받고 『왕립우주군: 오네아미스의 날개』 제작을 위한 스튜디오로 가이낙스를 설립했다.
이로써 1987년 극장판 애니메이션 『왕립우주군: 오네아미스의 날개』로 24세 나이에 영화감독 데뷔. 하지만 흥행이 대실패했기 때문에 빚을 갚기 위해 가이낙스 경영을 계속하게 되었다.